# François Scheer
Pour les articles homonymes, voir Scheer (homonymie).
François Scheer, né le 13 mars 1934 à Strasbourg et mort le 19 octobre 2024 à Créteil,, est un diplomate français, conseiller international du président du directoire d'Areva à partir de 1999 et trésorier de l'Institut de relations internationales et stratégiques (IRIS).

## Biographie

### Jeunesse et études
François Scheer effectue ses études secondaires au lycée Ampère à Lyon, puis au gymnase Jean-Sturm et au lycée Fustel-de-Coulanges, des établissements privés luthérien de Strasbourg. Il est lui-même protestant réformé, engagé dans son Église, notamment auprès de l'Association des étudiants protestants de Paris, qu'il préside,,.
Il est diplômé de l'Institut d'études politiques de Paris, et est titulaire d'un DESS d'économie politique, de droit public et de science politique de l'université de Paris. Il est un ancien élève de l'École nationale d'administration (ENA) (1960-1962).

### Parcours professionnel
Après avoir été deuxième secrétaire d'ambassade à l'ambassade de France en Algérie (1962-1964), il retourne travailler en central. Il est conseiller culturel à l'ambassade de France au Japon de 1967 à 1971.
De 1976 à 1977, il est ambassadeur de France au Mozambique, puis il revient en France pour devenir directeur de cabinet du président du Parlement européen de 1979 à 1981. Il est, à cette date, nommé directeur de cabinet du ministre des Relations extérieures, poste qu'il conserve jusqu'en 1984. Il est alors nommé ambassadeur de France en Algérie (1984 à 1986), puis ambassadeur représentant permanent de la France auprès des Communautés européennes de 1986 à 1988.
En 1988, il est nommé secrétaire général du ministère des Affaires étrangères. Il est remercié en 1992 à la suite de l'affaire Habache. Il devient alors ambassadeur représentant permanent de la France auprès des Communautés européennes (1992-1993), avant d'être nommé ambassadeur de France en Allemagne de 1993 à 1999.
De 1999 à 2001, il est conseiller de la présidente de la Cogema de 1999 à 2001, puis conseiller de la présidente du directoire du groupe Areva de 2001 à 2011.

### Parcours professoral
François Scheer enseigne à l'IEP de Paris comme maître de conférences de 1965 à 1967, ainsi qu'à l'ENA de 1965 à 1966.

## Polémiques

### Implication dans l'affaire Farewell
Également connu pour avoir, dans le cadre de l'affaire Farewell, sur instruction de François Mitterrand, notifié le lundi 28 mars 1983 en tant que directeur de cabinet du ministère des Relations Extérieures Claude Cheysson, Nikolaï Afanassievski, conseiller à l'ambassade d'Union soviétique, lui-même Officier sous couverture diplomatique du KGB connu de la DST, des expulsions des 47 diplomates soviétiques à venir, fixées huit jours plus tard le mardi 5 avril. À cette occasion, il lui aura montré, d'après certaines sources, sur instruction de la DST qui lui aurait fourni  une photocopie de la première page du rapport 1980 de la VPK, la Commission de l'industrie militaire, intitulé « Résultat de l'étude et de l'exploitation des informations spéciales recueillies en 1980 », exemplaire numéro 1 à destination de Iouri Andropov. D'après certaines sources, les Soviétiques auraient été en mesure d'identifier la source de la DST en déterminant qui avait été en possession de ce document, alors que pour d'autres, l'élément présenté était volontairement trop mince pour remonter jusqu'à la taupe. La source à l'origine de l'affaire Farewell, Vladimir Vetrov avait été arrêtée le lundi 22 février 1982, d'après certaines sources pour une affaire de crime passionnel où il aurait tiré sur sa maîtresse et abattu un milicien, pour d'autres sources, dans une mise en scène et une manipulation des services russes qui l'avaient déjà identifié, et qui essayeront d'attirer les services français et américains dans un piège. Vladimir Vetrov aurait alors été condamné à 12 années de camp, puis aurait été exécuté d'une balle dans la nuque dans un sous-sol de la prison de Lefortovo à Moscou en décembre 1984 ou janvier 1985 selon les sources,.
Cette démarche de l'ambassadeur Scheer fit dire à Alain Juillet que « Francois Scheer avait enfreint la règle de base des services secrets, qui est de protéger ses sources ».
Il est également connu pour avoir convoqué l’ambassadeur de l'Union soviétique à Paris et lui avoir montré l'original de la liste des membres du KGB résidant en France, dévoilant ainsi, comme agent du CE français, Vladimir Vetrov qui fut identifié un an plus tard et exécuté six mois après. C'est ce qui fut appelé l'Affaire Farewell. »

### Modifications de sa page Wikipédia
Il est à noter que l'intéressé est intervenu sur sa propre page Wikipédia les 15 et 16 mai 2017 pour supprimer les paragraphes suivants entre guillemets avec pour justification :«Suppression des paragraphes relatifs au Ghana, avec lequel je n'ai jamais eu aucun contact. Suppression des paragraphes relatifs à l' "affaire Farewell", totalement erronés.»
«-Responsable de cabinet conseil auprès du président de la République du Ghana, John Atta Mills, de 2010 à 2012 ;
-Conseiller associé (M. Élie Kouchner) juridique et financier de Madame Ernestina Julien Mills épouse et veuve de feu Johm Atta Mills décédé le 21 juillet 2012. Membre du Conseil international sur l'alcool et les toxicomanies (CIPAT).

## Ouvrages collectifs
- Jean-Charles Tenreiro (dir.), Juifs et Protestants - Une fraternité exigeante, Lyon, Olivetan, 2015, 384 p. (ISBN 9782354793296)

## Décorations
- Commandeur de l'ordre national du Mérite (1997) en qualité d'« ambassadeur de France à Bonn »[11].
  - Officier du 30 mars 1988.